# El Niño-Southern Oscillation

Southern Oscillation Index seit 1876, El-Niño-Ereignisse unterhalb −7 (rot)

El Niño und die Southern Oscillation (ENSO) beschreiben ein komplex gekoppeltes Zirkulationssystem von Erdatmosphäre und Meeresströmung im äquatorialen Pazifik. El Niño steht dabei eher für die ozeanischen Zusammenhänge, während die Südliche Oszillation, engl. Southern Oscillation, für die atmosphärischen Zusammenhänge steht.
ENSO besitzt drei Phasen: El Niño ist dabei die bekannteste. Daneben gibt es noch den „normalen“ Zustand von Ozean und Atmosphäre sowie La Niña, die das Pendant zum El Niño ist, und deshalb häufig auch als „Anti-El-Niño“ bezeichnet wird.
Während ENSO im Bereich des tropischen Pazifiks wirkt, gibt es viele Telekonnektionen, die im Zusammenhang mit ENSO zu stehen scheinen. Die Variabilitäten des Indischen Monsuns oder der Hurrikanhäufigkeit in Mittel- und Nordamerika werden mit ENSO eng in Verbindung gebracht.
Kontinuierliche Messungen im Bereich der Mesopause zeigen, dass die Variabilitäten der ENSO bis in große Höhen reichen und damit weit nach Süden und Norden transportiert werden können.

## Namensherkunft
Der Begriff ENSO (El Niño - Southern Oscillation) besteht zum einen aus dem Begriff El Niño (span. für „der Junge, das Kind“, hier konkret: „das Christuskind“), der dem Auftreten ungewöhnlicher, nicht zyklischer, veränderter Strömungen und damit einhergehender warmer Meeresoberflächentemperaturen einen einprägsamen Namen gibt. Der Name ist vom Zeitpunkt des Auftretens abgeleitet, nämlich in der Regel zur Weihnachtszeit. Er stammt von peruanischen Fischern, die den Effekt aufgrund der dadurch ausbleibenden Fischschwärme wirtschaftlich zu spüren bekommen. Der zweite Teil der Bezeichnung bezieht sich auf die durch die Southern Oscillation beschriebenen ozeanographisch-meteorologischen gemessenen Verhältnisse (diese Indizes können sowohl die Meeresoberflächentemperatur als auch den Luftdruck als Bemessungsgrundlage nutzen) im gesamten äquatorialen Pazifik, die sich in positive (El Niño) und negative Phasen (La Niña) unterscheiden lassen.

## Die drei Hauptphasen der ENSO

### Normalphase
In normalen Jahren gibt es einen zonalen Temperaturgradienten entlang des tropischen Pazifiks; d. h., im Westen vor der Küste Indonesiens ist die Temperatur der Meeresoberfläche mit ca. 28 °C deutlich höher als im Osten vor der Küste von Südamerika. Hier liegt die Wassertemperatur bei ca. 24 °C. Der Grund für die niedrigere Wassertemperatur vor Südamerikas Küste ist das Auftriebsgebiet, das dort durch Ekman-Transport auf Grund der äquatorialen Ostwinde entsteht – ein Transport von kühlem Tiefenwasser an die Oberfläche (siehe auch Upwelling). Diese Auftriebsgebiete sind vor der Küste Perus sowie entlang des Äquators bis in den Zentralpazifik hinein zu finden. Sie bilden einen Teil der kühlen Meeresströmungen, d. h. des Humboldt-Stroms und des Südpazifikstroms. Dank der vielen Nährstoffe im Tiefenwasser gibt es in den Auftriebsgebieten ein reiches Nahrungsangebot für hohe Fischbestände vor der Küste. Als Folge der starken äquatorialen Ostwinde ist der Meeresspiegel an der Westküste Südamerikas um einen halben Meter niedriger als an der Ostküste Australiens oder Indonesiens, wohin das vor der Küste Perus „fehlende“ Wasser hingedrückt wird. Dieser Unterschied im Meeresspiegel löst einen rückwärtigen Tiefenstrom in Richtung Osten aus. Dieser Umstand ist Ansatzpunkt der Vorstellung, dass der erzeugte Meeresspiegelunterschied so groß werden könnte, dass er von den Winden nicht weiter aufrechterhalten werden kann und es zu einem oberflächennahen Massenausgleich gen Osten käme.

Normalphase. Die Walker-Zirkulation schiebt warmes Oberflächenwasser nach Westen. Kaltes Tiefenwasser wird vor der Küste Südamerikas nach oben gespült. (NOAA / PMEL / TAO)

Die hohe Wassertemperatur im westlichen Pazifik sorgt für eine großräumige Konvergenz von feuchter Luft. Die Luft steigt somit über Indonesien in einem Tiefdruckgebiet nach oben und bildet Wolken, die fast täglich Regen bringen. Die aufgestiegene Luft wird sowohl meridional, d. h. nach Norden und Süden, als auch zonal, d. h. entlang des Äquators, abtransportiert. Bei dem meridionalen Transport wird von der Hadley-Zirkulation und bei dem zonalen Transport von der Walker-Zirkulation gesprochen. In den Hochdruckgebieten des Subtropischen Hochdruckgürtels und im Hochdruckgebiet über dem östlichen Pazifik sinken die Luftmassen ab. Da solche Absinkprozesse mit Wolkenauflösung verbunden sind, fällt in diesen Gebieten nur sehr wenig Regen. Die Luft strömt anschließend wieder in Richtung des Indonesischen Tiefs. Diese Winde werden auch als Passate bezeichnet.
Die Passatwinde bewirken aber nicht nur das Aufquellen von kühlem Tiefenwasser, sondern auch eine Hebung der Thermokline, einer Sprungschicht aufgrund eines Diskontinuums der Wassertemperatur. Die Prozesse, die zu dieser Hebung führen, werden durch die Ekman-Spirale hervorgerufen.
Die Zirkulation über dem Pazifik unterliegt einer saisonalen Schwankung. Im März und April ist die Walker-Zirkulation nur schwach entwickelt, während die Hadley-Zirkulation stark ausgeprägt ist. Im September ist es umgekehrt. Ebenso wie die Zirkulation unterliegen auch die Gebiete mit ausgeprägter Konvergenz, d. h. mit starker Wolkenbildung und häufigem Niederschlag, einer saisonalen Wanderung. Im Sommer ist die Südpazifische Konvergenzzone (SPCZ) nur schwach ausgeprägt, die Innertropische Konvergenzzone (ITCZ) ist jedoch stark über die ganze Länge des Pazifiks entwickelt. Bis zum Anfang des südhemisphärischen Sommers wandern die Gebiete starken Niederschlags südostwärts. Dabei wird die SPCZ stärker, während sich die ITCZ abschwächt. Ab April wandern diese Gebiete wieder nordwestwärts zurück, während die ITCZ erstarkt und sich die SPCZ abschwächt.
Diese Variationen können durch die ausgehende Langwellenstrahlung – englisch outgoing longwave radiation (OLR) – mit Hilfe von Wettersatelliten dokumentiert werden. Sie stellt ein Maß für die Temperatur an der Wolkenoberfläche und damit für deren Höhe dar.
Saisonale Änderungen der Passatwinde können eng mit der Bewegung der ITCZ verknüpft werden. Im September, wenn sich die ITCZ sehr weit nördlich befindet, ist der Südostpassat sehr stark und der Nordostpassat schwach. Im März und April verhält es sich umgekehrt.

El-Niño-Phase. Das Absinken der Thermoklinen bewirkt eine Erwärmung des Oberflächenwassers vor der Küste Südamerikas in Form einer sogenannten Warmwasserzunge.

### El Niño
In El-Niño-Jahren kommt es zu einer Unterbrechung des saisonalen Zyklus. Kelvinwellen, die sich zwischen der Wasseroberfläche und der Thermokline ostwärts ausbreiten, senken die Sprungschicht im östlichen Pazifik derartig ab, dass die obere Wasserschicht keine Durchmischung mit dem kühlen und nährstoffreichen Tiefenwasser erfährt. Deshalb kommt es zu einer Erwärmung des Wassers vor der Küste Perus und zu einem Absterben des Planktons, das das Abwandern der Fischschwärme bedingt.
Die Innertropische Konvergenzzone (ITCZ) wird durch das warme Wasser im östlichen Pazifik weiter südlich verlagert und die Südpazifische Konvergenzzone (SPCZ), von der das Tiefdruckgebiet über Indonesien ein Teil ist, weiter nach Westen. Es kommt somit zu einer völligen Umstellung der Zirkulation und damit verbunden zu starken Anomalien in Niederschlag, Luftdruck, Windrichtung und Wassertemperatur.
Der Regen über Indonesien bleibt aus, während die trockene Küstenregion Perus große Niederschlagsmengen erfährt, wie beispielsweise beim Jahresübergang 1997/1998. Während die Menschen in Indonesien durch viele Waldbrände bedroht sind, gibt es in Peru viele Überschwemmungen. Auch die Landwirtschaft leidet unter diesen extremen Wetterbedingungen.

### La Niña

La-Niña-Phase. Durch eine besonders stark ausgeprägte Walker-Zirkulation ist der östliche Pazifik besonders kühl.

La-Niña-Jahre bedeuten eine Verstärkung der normalen Phase der ENSO. Das Tiefdruckgebiet über Indonesien ist besonders stark entwickelt. Die Passatwinde sind ebenfalls stark ausgeprägt und verstärken damit die Ekman-Spirale, was zu einer besonders starken Abkühlung des östlichen Pazifiks führt. In Indonesien gibt es besonders viel Regen, während es in Peru besonders trocken ist.

### Neuere Beobachtungen
Neuere Beobachtungen bezeichnen Erscheinungen, die die Warmwassermassen auf der Hälfte des Weges mitten im Pazifik zum Halten kommen lassen, als El Niño Modoki, und die im März 2016 ungewöhnlich spät an der peruanischen Küste auftauchenden Warmwassermassen als „Küsten-El-Niño“.

## Weitere deskriptive Indizes
Um die Phase der ENSO besser bestimmen zu können, wurden neben dem Southern Oscillation Index (der durch Variationen des Luftdrucks im Bodenniveau bestimmt wird) andere Indizes wie der Oceanic Niño Index (ONI) des NOAA und der Index der Japan Meteorological Agency (JMA) entwickelt. Beide beziehen sich auf die Wassertemperatur der oberflächennahen Schicht (SeaSurfaceTemperature) in bestimmten Regionen des tropischen Pazifiks. Daneben gibt es noch den multivariaten ENSO-Index, der gleich mehrere Faktoren wie Luftdruck, Wassertemperatur, Wind, Lufttemperatur und Bewölkungsgrad, berücksichtigt.

## Auswirkungen
Durch die Veränderungen der Walker-Zirkulation bzw. der Verlagerung des Jetstreams ergeben sich sowohl regional als auch fast überall weltweit Veränderungen im Wettergeschehen.

### Süd- und Mittelamerika
Durch die Trockenheit und die Hitze ist das Gebiet, das von Regenwäldern und Feldpflanzen bewachsen ist, oft von extremen Ernteeinbrüchen und Waldbränden betroffen.

### Restliche Welt – Telekonnektionen
- Der Regenwald im Amazonasgebiet leidet unter Trockenheit.
- Die Anzahl und die Stärke der vor Mexiko auftretenden Wirbelstürme nimmt zu.
- In Südostasien und Australien kommt es durch den fehlenden Regen zu Buschfeuern und riesigen Waldbränden.
- In Ostafrika in Ländern wie Kenia und Tansania gibt es mehr Regen, während es in Sambia, Simbabwe, Mosambik und Botswana deutlich trockener ist.

Es gibt einige wenige Jahre, in denen Dürren in Afrika, aber auch Klimaschwankungen in Europa (negative NAO, dadurch kältere Winter bzw. heißere Sommer), von einer El-Niño-Phase her rührten, der Nachweis eines Einflusses auf diese Regionen ist allerdings nur sehr begrenzt möglich.

### Auswirkungen auf tropische Zyklone
Vor allem die Wirkungen auf die Hurrikane im Atlantischen Ozean sind statistisch deutlich erfassbar. So gibt es in moderaten bis starken El-Niño-Jahren ca. 60 % weniger Hurrikan-Tage, insgesamt weniger Zyklone (im Atlantik) und weniger Energie im atlantischen Wettersystem. Die Wirkung wird wahrscheinlich durch die verstärkten Westwinde verursacht. Auswirkungen auf tropische Zyklone im Pazifik fallen deutlich geringer aus.

## Periodizität
Es wird vermutet, dass sich die Periodizität hauptsächlich aus zwei überlagerten Systemen zusammensetzt, wobei die Atmosphäre wohl eine kurzfristige ca. 7-jährige, die Meeresströmungen eine 30-jährige Periodizität aufweisen, man spricht hier von warmen und kalten Phasen des Pazifiks bzw. der Pacific Decadal Oscillation.

## Auswirkungen des Klimawandels
Forscher gehen auf der Grundlage von heute vorhandenen Klimamodellen davon aus, dass mit einer durch den Klimawandel abgeschwächten Walker-Zirkulation die Wahrscheinlichkeit von positiven und stärkeren positiven ENSO-Ereignissen (El-Niño-Phase) zunimmt. Die schnellere Erwärmung des äquatorialen Pazifiks könnte im Raum des äquatorialen Ostpazifik zu starken Niederschlägen und zu einer Verlagerung der pazifischen Innertropischen Konvergenzzone in äquatoriale Räume führen. Dies entspricht Merkmalen einer El-Niño-Phase. Man erwartet auch eine höhere Häufigkeit von negativen ENSO-Ereignissen (La-Niña-Phasen). Als Gründe hierfür werden ein sich schneller erwärmender Kontinent und eine stärkere Erwärmung der ozeanischen Oberflächentemperatur gesehen. Andere Forscher sehen bei El-Niño-Phasen in Zukunft eine höhere Wahrscheinlichkeit für eine höhere Anzahl an tropischen Zyklonen im Pazifik.